# Canthon leechi
Canthon leechi är en skalbaggsart som beskrevs av Martinez, Halffter och Halffter 1964. Canthon leechi ingår i släktet Canthon och familjen bladhorningar. Inga underarter finns listade.